# Hathikharka
Hathikharka (nep. हात्तिखर्क) – gaun wikas samiti we wschodniej części Nepalu w strefie Kośi w dystrykcie Dhankuta. Według nepalskiego spisu powszechnego z 2001 roku liczył on 1062 gospodarstw domowych i 5619 mieszkańców (2900 kobiet i 2719 mężczyzn).